# Rachiv

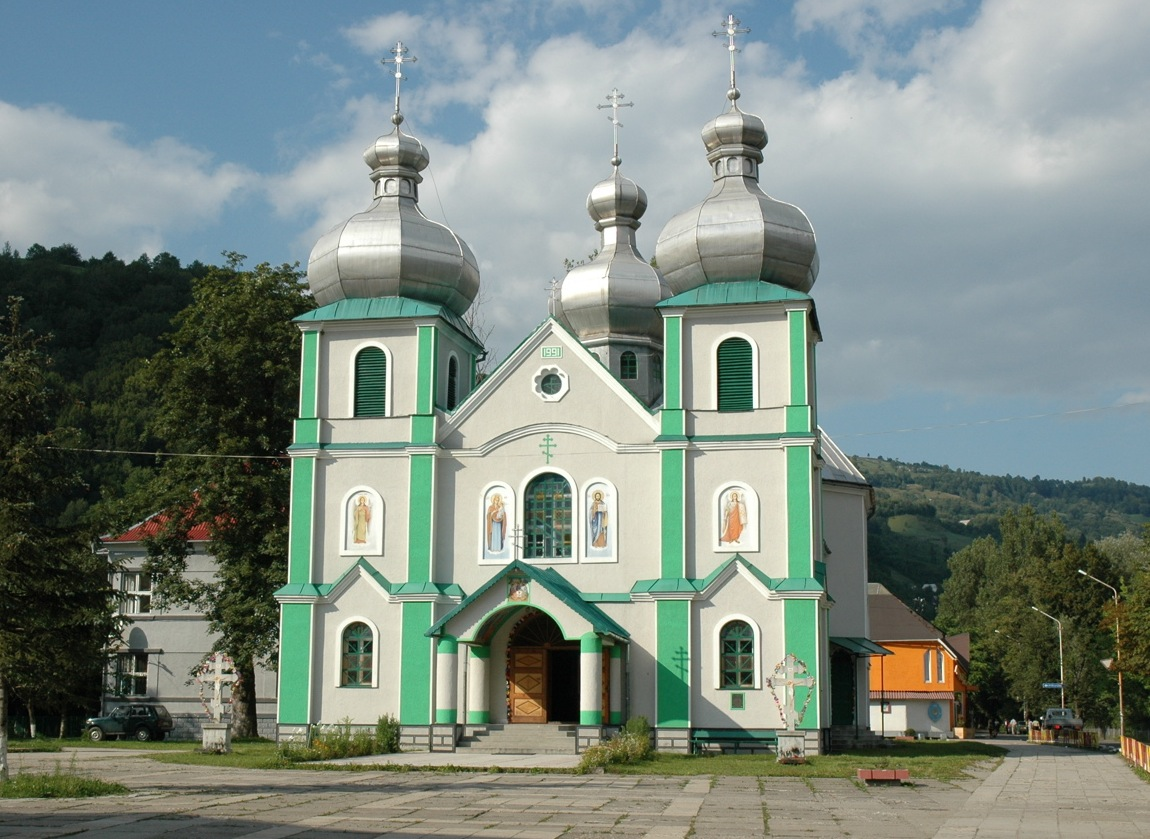
Kyrka i Rachiv.

Rachiv (ukrainska: Рáхів; ryska: Ра́хов, Rachov), är en stad i Zakarpatska oblast i Ukraina. Folkmängden uppgick till 15 197 invånare i början av 2012.